# Psapharochrus pereirai
Psapharochrus pereirai là một loài bọ cánh cứng trong họ Cerambycidae.